# مهدی منیری
مهدی منیری (عربی: مهدي منيري؛ زادهٔ ۲۹ ژوئن ۱۹۷۷) بازیکن فوتبال اهل الجزایر بود.
از باشگاه‌هایی که در آن بازی کرده‌است می‌توان به باشگاه فوتبال متس، باشگاه فوتبال الظفره، باشگاه فوتبال تروا، باشگاه ورزشی الخور، و باشگاه فوتبال نانسی و باشگاه فوتبال باستیا اشاره کرد.
وی همچنین در تیم ملی فوتبال الجزایر بازی کرده‌است.